# Bulbophyllum variegatum
Bulbophyllum variegatum là một loài phong lan thuộc chi Bulbophyllum.